# Kaloula
Kaloula es un género de anfibios perteneciente a la familia Microhylidae que se distribuyen desde el subcontinente indio hasta el norte de China y la península de Corea; también en Indochina, Sondalandia, las islas Filipinas y la Wallacea.

## Especies
Se reconocen las siguientes 23 especies:
- Kaloula assamensis Das, Sengupta, Ahmed & Dutta, 2005
- Kaloula aureata Nutphand, 1989
- Kaloula baleata (Müller, 1836)
- Kaloula borealis (Barbour, 1908)
- Kaloula conjuncta (Peters, 1863)
- Kaloula discordia Poyarkov, Gorin, Bragin & Nguyen, 2024[2]
- Kaloula ghoshi Cherchi, 1954
- Kaloula indochinensis[3] Chan, Blackburn, Murphy, Stuart, Emmett, Ho & Brown, 2013
- Kaloula kalingensis Taylor, 1922
- Kaloula kokacii Ross & Gonzales, 1992
- Kaloula laosensis Poyarkov, Orlov, Gorin & Milto, 2024[2]
- Kaloula latidisca[4] Chan, Grismer & Brown, 2014
- Kaloula mediolineata Smith, 1917
- Kaloula meridionalis Inger, 1954
- Kaloula nonggangensis[5] Mo, Zhang, Zhou, Chen, Tang, Meng & Chen, 2013
- Kaloula picta (Duméril & Bibron, 1841)
- Kaloula pulchra Gray, 1831
- Kaloula rigida Taylor, 1922
- Kaloula rugifera Stejneger, 1924
- Kaloula verrucosa Boulenger, 1904
- Kaloula walteri Diesmos, Brown & Alcala, 2002

Además, incertae sedis:
- Kaloula albotuberculata Inger & Voris, 2001